# I’m Wide Awake, It’s Morning
I’m Wide Awake, It’s Morning ist ein Album der Band Bright Eyes. Es wurde im Januar 2005 zeitgleich mit Digital Ash in a Digital Urn, einem anderen Bright-Eyes-Album, veröffentlicht.
Aufgenommen wurde das Album im Februar 2004 in den Presto! Studios in Lincoln, Nebraska. Im Vergleich zum parallel erschienen Digital Ash in a Digital Urn ist es folkiger und traditioneller instrumentiert und dafür weniger von elektronischen Elementen geprägt. Damit steht es stilistisch eher in der Tradition der vorherigen Alben als Digital Ash in a Digital Urn, welches eine Art Ausreißer in der Diskografie von Bright Eyes ist.

## Inhalt
Das Album beginnt mit einer gesprochenen Einleitung, in diesem Fall einer Geschichte über einen Flugzeugabsturz und wandelt sich dann in einen traditionellen 3-Akkord-Folksong. Auf den zweiten Lied We Are Nowhere and It’s Now wird Oberst von Emmylou Harris begleitet.
Viele der folgenden Stücke, insbesondere die erste Single Lua, sind sehr sparsam arrangiert. Auf Another Travelin’ Song und Landlocked Blues wird Oberst erneut von Emmylou Harris begleitet.
Das letzte Stück Road to Joy ist musikalisch an die Ode an die Freude (engl. Song to Joy) von Ludwig van Beethoven angelehnt. Eine Textzeile dieses Stückes gab dem Album auch seinen Namen.
Textlich kritisiert das Album die Politik Amerikas unter George W. Bush. Als Beispiel soll ein Zitat aus dem Lied Landlocked Blues dienen: „And our freedom’s a joke […] If you’re still free start running away!“ (und unsere Freiheit ist ein Witz […] wenn du immer noch frei bist, dann beginne wegzulaufen!)

## Erfolg
I’m Wide Awake, It’s Morning wurde ein großer Erfolg und auch von den Kritikern überwiegend positiv aufgenommen. So erhielt es bei laut.de volle Punktzahl. In der britischen Zeitschrift Q wurde es als fünftbestes Album des Jahres 2005 ausgezeichnet, im Rolling Stone wurde es in dieser Wertung Achter.
In Deutschland blieb das Album sechs Wochen in den Top 100. Höchste Platzierung war Rang 21. Die Single Lua erreichte Platz 1 der Billboard Hot 100 Singles Sales Charts.

## Titelliste
1. At the Bottom of Everything – 4:34
2. We Are Nowhere and It’s Now – 4:12
3. Old Soul Song (For the New World Order) – 4:29
4. Lua – 4:31
5. Train Under Water – 6:05
6. First Day of My Life – 3:08
7. Another Travelin’ Song – 4:16
8. Landlocked Blues – 5:47
9. Poison Oak – 4:39
10. Road to Joy – 3:54

## Beteiligte Musiker
Da Bright Eyes hauptsächlich das Projekt von Conor Oberst ist, wechselt die Besetzung der Mitmusiker oft von Album zu Album. Allerdings sind Mike Mogis und Nate Walcott im Laufe der Aufnahmen zu Vollmitgliedern der Band geworden.
- Conor Oberst – Gesang, Gitarre
- Mike Mogis – Mandoline, 12-saitige Gitarren (Lied 1, 3, 4, 5, 7, 9, 10)
- Nick White – Piano, Orgel, Vibraphon (Lied 2, 3, 5, 7, 8, 9, 10)
- Jesse Harris – Gitarre (Lied 1, 2, 5, 6, 7, 8)
- Tim Luntzel – Bass (Lied 1, 3, 6, 7, 8)
- Jason Boesel – Schlagzeug (Lied 2, 3, 5, 7, 9)
- Matt Maginn – Bass (Lied 2, 5, 9, 10)
- Nate Walcott – Trompete (Lied 2, 3, 8, 10)
- Clark Baechle – Schlagzeug (Lied 3, 7, 10)
- Emmylou Harris – Gesang (Lied 2, 7, 8)
- Alex McManus – Gitarre (Lied 3)
- Maria Taylor – Gesang (Lied 3, 9)
- Jake Bellows – Harmonika, Gesang (Lied 5)
- Jim James – Gesang (Lied 1)
- Andy LeMaster – Gesang (Lied 3)